# Mabra daulialis
Mabra daulialis là một loài bướm đêm trong họ Crambidae.